# Copelatus cubaensis
Copelatus cubaensis là một loài bọ cánh cứng trong họ Bọ nước. Loài này được Schaeffer miêu tả khoa học năm 1908.